# حشيشة الحليب
حشيشة الحليب (الاسم العلمي Astragalus glaux)، نوع نبات عشبي من جنس القتاد وفصيلة الفولاوات. يوجد في غرب أوروبا وشمال أفريقيا.